# Звезда (Бургасская область)
Звезда (болг. Звезда) — село без постоянного населения в Болгарии. Находится в Бургасской области, входит в общину Руен.

## Политическая ситуация
В местном кметстве Рупча, в состав которого входит село Звезда, должность кмета (старосты) исполняет Ахмед Якуб Мустафа (Движение за права и свободы (ДПС)) по результатам выборов.
Кмет (мэр) общины Руен — Дурхан Мехмед Мустафа (Движение за права и свободы (ДПС)) по результатам выборов.